# Torrent de Vallparadís
El torrent de Vallparadís és un curs d'aigua del Vallès Occidental. Neix a prop de Matadepera, tot i que dins del terme municipal de Terrassa. Un cop arriba al nucli urbà de Terrassa és soterrat i surt a l'exterior allà on comença el parc de Vallparadís. El torrent desemboca a la riera del Palau al barri de Can Jofresa. Té un traçat original d'uns 2,5 quilòmetres. A la confluència amb el torrent de Santa Maria té una profunditat d'uns 14,50 metres, amb una amplada superior d'uns 75 metres i una amplada inferior entorn dels 30 metres.